# لادی (نیوجرسی)
لادی (به انگلیسی: Lodi) شهری در ایالت نیوجرسی کشور ایالات متحده آمریکا است که جمعیت آن در سرشماری سال ۲۰۱۰ میلادی، ۲۴٬۱۳۶ نفر بوده‌است.